# Jaume Garriga i Torret
Jaume Garriga i Torret   (Lliçà de Vall, 27 de gener de 1936 - 20 de maig de 2018) va ser un mecànic i pilot de motociclisme català, conegut especialment per haver estat el cap de mecànics del departament de competició de Derbi durant tota la seva història.
Gràcies a la seva habilitat com a mecànic d'automòbils i motocicletes, Paco Tombas el feu entrar a treballar a Derbi el 1955. En muntar-se el departament de competició de la marca -dirigit en l'apartat tècnic per Tombas-, Garriga en fou nomenat cap de mecànics, càrrec que ocupà fins a la retirada definitiva de Derbi de les competicions. Durant la seva llarga trajectòria a l'empresa (42 anys, fins que es jubilà el 1997), Garriga tingué cura de les motos de Gran Premi dels pilots oficials de la marca, entre ells Josep Maria Busquets, Barry Smith, Jan Huberts, Ángel Nieto, Santiago Herrero, Jacques Roca, Salvador Cañellas, Min Grau, Aspar, Champi Herreros, Julián Miralles i Àlex Crivillé. S'encarregà també de les dels pilots de motocròs, com ara Toni Elías i Jordi Monjonell.
Al començament de la seva estada a Derbi, Garriga participà també en diverses curses de motociclisme, especialment dins la modalitat de la regularitat (antecedent de l'enduro). El 1955, per exemple, va guanyar la Volta al Vallès amb una Derbi 250 i pilotà el prototipus de Derbi 4 Cilindres que havia creat Jaume Pahissa a la Volta a Mallorca. Va prendre part també en alguna edició del Gran Premi d'Espanya i de les 24 Hores de Montjuïc, com ara la de 1957 en què acabà novè (i primer en la categoria de Turisme 500cc).